# Balsa de la Farga
La balsa de la Farga (en catalán: Bassa de la Farga) es un estanque natural modificado ligeramente por los humanos  y ubicado en el municipio español de Arbucias, en la provincia de Gerona.

## Mejoras de la balsa
Según el DLE, balsa es un hueco del terreno rellenado de natural o artificialmente de agua. En el caso que nos ocupa, en toda la balsa se han hecho retoques y mejoras impulsadas por el Ayuntamiento de Arbucias, la Diputación de Gerona y el Museo Etnológico del Montseny.  En 2008 se vació toda la balsa para mejorar la circulación del agua y se restauró la antigua herrería, que se utilizó en adelante como museo.
Con el vaciamiento de la Farga se encontró un tipo de molusco que se pensaba extinto en el río Tordera y sus afluentes,  por eso se está protegiendo más la balsa. Se han introducido patos al tiempo que en la riera de Arbucias .

## La Farga del Roquer

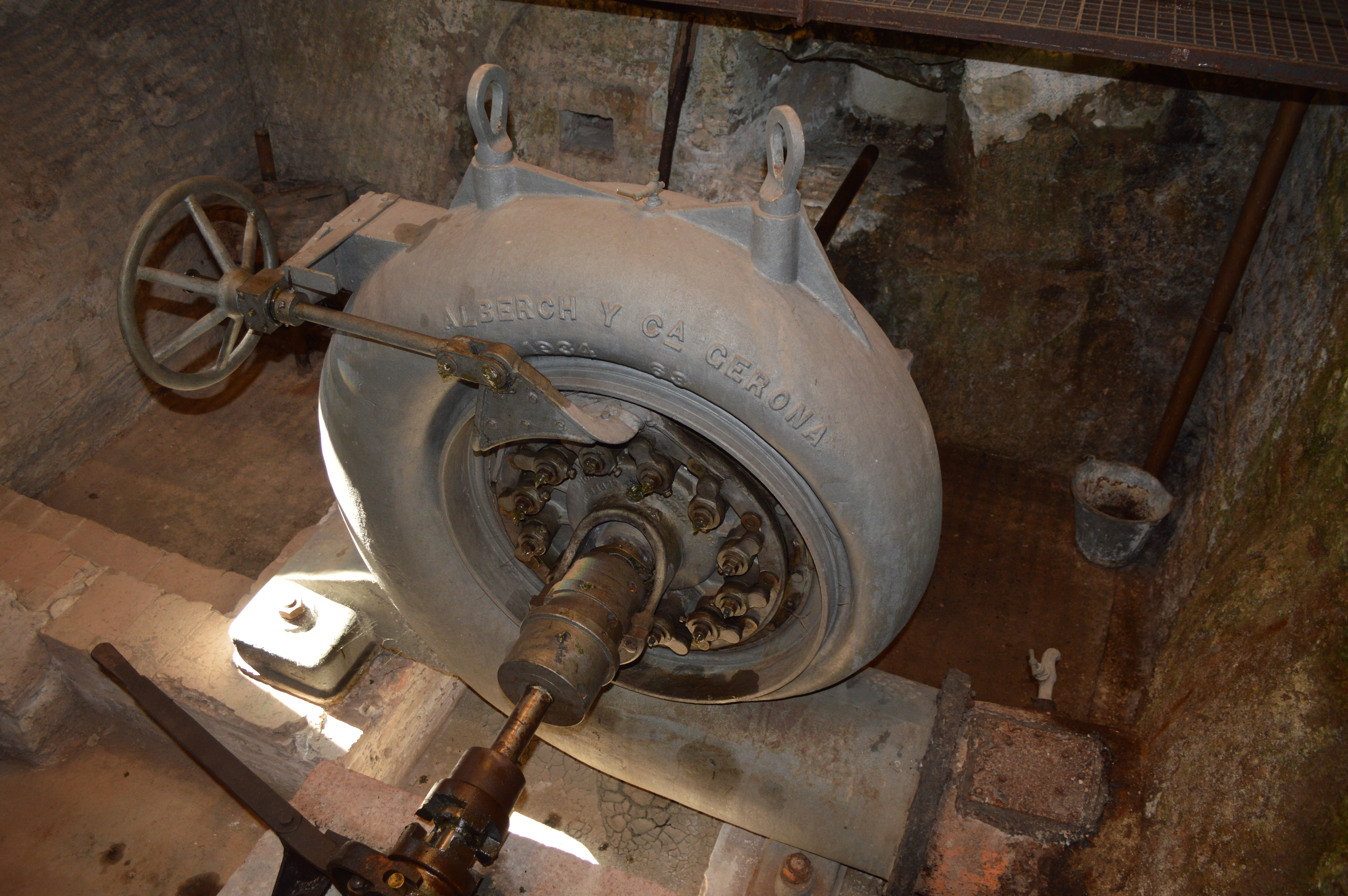

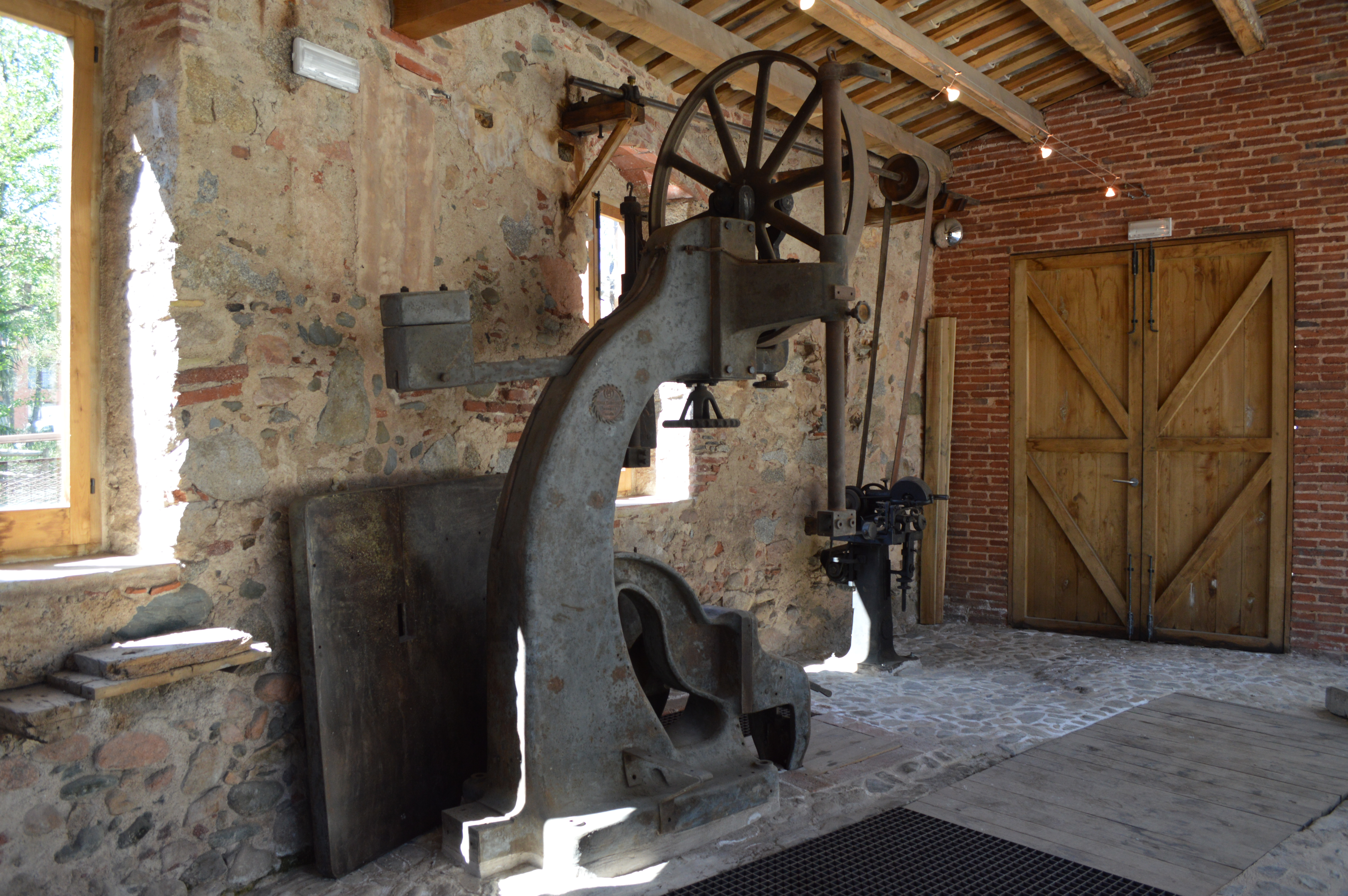
Arriba, turbina Pelton fabricada en 1934 en Gerona por Alberch y Cª. Debajo, maquinaria del aserradero de madera que impulsaba la turbina.

La Farga del Roquer fue una fragua de cobre construida entre 1846 y 1848  y estuvo en funcionamiento hasta el año 1873, cuando la inestabilidad provocada por la III Guerra Carlista imposibilitó la continuación de sus actividades. Está situada junto a la balsa. Se conserva una turbina de 1934 que hacía funcionar en todos los mecanismos gracias al agua de la balsa. Aunque al principio era una fragua de cobre su función cambió con el tiempo a curtiduría de piel, tornería y, finalmente, un espacio vinculado a la industria carrocera. 
El edificio ha sido objeto de una restauración, según un proyecto del Servicio de Monumentos de la Diputación de Gerona, que ha supuesto la recuperación de algunas de sus estructuras.  Las obras han costado 253.577 euros de los que el Ayuntamiento de Arbucias ha aportado unos 130.000 y la Diputación de Gerona unos 120.000. 
Al 30 de julio de 2011 se inauguró un museo satélite del Museo Etnológico del Montseny llamado La Farga del Roquer-Centro de Interpretación de la Riera de Arbucias que cuenta con un adiovisual La memoria del agua en la que Lluís Soler interpreta Santiago Rusiñol enseñando los usos pasados del agua en el valle de Arbucias. 